# Університет Яунде
Університет Яунде (фр. Université de Yaoundé) — університет у Камеруні. Базується у столиці країни Яунде.
Він був побудований за допомогою Франції та відкритий у 1962 році як Федеральний університет Яунде. У 1972 році перейменований в Університет Яунде.
У 1993 році після реформи Університет Яунде був розділений на два (Університет Яунде I та Університет Яунде II) за моделлю, вперше започаткованою Паризьким університетом.